# アードバーク (レーベル)
アードバーク（AARD-VARK）は、映像・音楽ソフトメーカー、ポニーキャニオン（旧：キャニオン・レコード）にかつて存在した社内レーベルの一つ。

## 沿革
キャニオン・レコードは1970年（昭和45年）に第1回作品を発売したが、設立当初は大手芸能事務所とのコネクションの希薄さや音楽制作スタッフの層の薄さから、ヒット作品を思うように生み出せなかった。芳しくない業績立て直し策のひとつとして、アルバムの発売が中心だったエレックレコードと同社が所有する原盤の作品をシングルとして発売する契約を結び、その発売用レーベルとして誕生した。
1972年5月5日、レーベル第1弾作品佐藤公彦「通りゃんせ」を発売。
1972年にヤマハ原盤でCANYONレーベルから発売したもとまろ「サルビアの花」が大ヒット。ヤマハから信頼を得たキャニオン・レコードは、1973年以降、ヤマハ原盤のシングル・アルバムをアードバークからリリース。特に1970年代後半から1980年代前半の同社の業績に大きく貢献した。
2000年、ヤマハがヤマハミュージックコミュニケーションズを設立したのを契機に、アードバークを使用した新譜は発売されておらず、それ以降では旧譜の発売時にレーベル名が表記されるのみとなっている。

## アードバークから発売された主なシングル
基本的に、キャニオン・レコード（ポニーキャニオン）に原盤権のないフォーク・ロック系の作品をリリースするレーベルとして機能したが、同社が原盤権を保有するはずの岡崎ひとみ「ひとこと言えば」や松山千春「旅立ち」はアードバークから発売されている。例外的に、ヤマハに所属していた小林千絵とチェッカーズは本レーベルを使用せず、CANYONから作品を発表した。
- 古井戸／さなえちゃん（実況録音盤）(1972年)
- 泉谷しげる／春夏秋冬(1972年)
- あのねのね／赤とんぼの唄(1973年)
- 高木麻早／ひとりぼっちの部屋(1973年)
- The time／会いたいぜ(1974年)
- NSP／夕暮れ時はさびしそう(1974年)
- とんぼちゃん／貝がらの秘密(1974年)
- 浜田良美／いつの間にか君は(1974年)
- 小坂恭子／想い出まくら(1975年)
- 中島みゆき／時代(1975年)
- 吉川団十郎／ああ宮城県(1976年)
- 松山千春／旅立ち(1977年)
- 円広志／夢想花(1978年)
- 世良公則&ツイスト／銃爪(1978年)
- クリスタルキング／大都会(1979年)
- 谷山浩子／カントリーガール(1980年)
- アラジン／完全無欠のロックンローラー(1981年)
- 明日香／花ぬすびと(1982年)
- TOM★CAT／ふられ気分でRock'n' Roll(1984年)
- CHAGE and ASKA／モーニングムーン(1986年)
- RIKA／ようこそシネマハウスへ(1988年)
- the OYSTARS／なんか幸せ(1997年)